# Meteorus cinctellus
Meteorus cinctellus är en stekelart som först beskrevs av Maximilian Spinola 1808.  Meteorus cinctellus ingår i släktet Meteorus och familjen bracksteklar. Arten är reproducerande i Sverige. Inga underarter finns listade i Catalogue of Life.